# Cathédrale Saint-André de Little Rock
Cette  cathédrale n’est pas la seule cathédrale Saint-André.
La cathédrale Saint-André (en anglais : Cathedral of St. Andrew) de Little Rock dans l'Arkansas aux États-Unis est une église historique, église-mère du diocèse catholique de Little Rock. Elle se trouve à l'angle de South Louisiana Street et de West 7th Street dans le centre-ville de Little Rock. Elle est dédiée à l'apôtre André.

## Histoire
C'est l'abbé Peter Donnelly du diocèse de Saint-Louis qui célèbre la première messe à Little Rock dans une pièce au-dessus du magasin Dugan en 1830. Comme le nombre de fidèles augmente, ils acquièrent une maison à East Markham près de la Third Street. Deux prêtres (Joseph Richard Bole et le P. Paris) sont envoyés à Little Rock pour construire une église en 1839 entre les Sixth et Seventh Streets. Elle est surnommée la vieille église française (the Old French Church) et elle reçoit sa dédicace de Mathias Loras, évêque de Dubuque (Iowa) en 1841. Le diocèse de Little Rock est érigé par Grégoire XVI, le 28 novembre 1843 et Andrew Byrne (en) en est le premier évêque.
Andrew Byrne fonde la première cathédrale Saint-André au coin de la Center Street et de la Second Street en 1845, mais elle est bientôt trop petite et la pierre d'angle de la nouvelle cathédrale (l'édifice actuel) est bénie par Edward Fitzgerald le 7 juillet 1878.  Elle est consacrée le 27 novembre 1881. Elle est conçue selon les plans de l'architecte local Thomas Harding pour un coût de 470 000 dollars. La tour la plus haute de la façade est terminée en 1887.
Une tornade frappe Little Rock en 1950 et détruit la croix en haut de la tour, ainsi que les vitraux. Le presbytère actuel date de 1966. La cathédrale est inscrite à la liste du registre national des lieux historiques en 1986. C'est le lieu de prières continu le plus ancien de la ville.

## Architecture
La cathédrale Saint-André est conçue en style néo-gothique en granite local. L'édifice mesure 43 mètres de longueur et sa nef 26 mètres de largeur. La façade présente deux tours, la plus haute étant coiffée d'une flèche s'élevant à 26 mètres. L'intérieur est en pin jaune du Sud avec un maître-autel de marbre décoré d'onyx et d'autres pierres précieuses.